# Bundestagswahlkreis Starnberg
Der Wahlkreis Starnberg war bei den Bundestagswahlen von 1980 bis 2013 ein Bundestagswahlkreis in Bayern. Zuletzt trug er die Wahlkreisnummer 224 und umfasste die Landkreise Bad Tölz-Wolfratshausen, Miesbach sowie Starnberg außer der Gemeinde Gauting. Während seines Bestehens ist der Wahlkreis stets von Direktkandidaten der CSU gewonnen worden.
Zur Bundestagswahl 2017 erhielt Bayern einen zusätzlichen Wahlkreis, was zu einer grundlegend neuen Wahlkreiseinteilung im südlichen Oberbayern führte. Die Landkreise Bad Tölz-Wolfratshausen und Landkreis Miesbach wurden zum Bundestagswahlkreis Bad Tölz-Wolfratshausen – Miesbach zusammengefasst, während der Landkreis Starnberg Teil des Bundestagswahlkreises Starnberg – Landsberg am Lech wurde.

## Bundestagswahl 2013
Die Bundestagswahl 2013 hatte im Wahlkreis Starnberg folgendes Ergebnis:
| Direktkandidat                     | Partei       | Erststimmen in % | Zweitstimmen in % |
| ---------------------------------- | ------------ | ---------------- | ----------------- |
| Alexander Radwan                   | CSU          | 54,1             | 51,5              |
| Klaus Barthel                      | SPD          | 17,6             | 15,1              |
| Sabine Leutheusser-Schnarrenberger | FDP          | 7,4              | 7,4               |
| Karl Bär                           | GRÜNE        | 8,9              | 9,1               |
| Andreas Wagner                     | Die Linke    | 2,8              | 2,6               |
| Fabian Müller                      | PIRATEN      | 2,2              | 1,5               |
| Helmut Jenne                       | ÖDP          | 1,9              | 1,1               |
| –                                  | AfD          | –                | 5,6               |
| Konrad Specker                     | Freie Wähler | 5,1              | 2,7               |
|                                    | Sonstige     | –                | 3,2               |

## Bundestagswahl 2009
Die Bundestagswahl 2009 hatte folgendes Ergebnis:
| Direktkandidat                     | Partei                | Erststimmen in % | Zweitstimmen in % | Bundestagswahl 2005 Zweitstimmen in % |
| ---------------------------------- | --------------------- | ---------------- | ----------------- | ------------------------------------- |
| Ilse Aigner                        | CSU                   | 54,0             | 44,3              | 52,2                                  |
| Klaus Barthel                      | SPD                   | 15,8             | 12,8              | 19,2                                  |
| Karl Bär                           | Bündnis 90/Die Grünen | 10,6             | 12,2              | 9,8                                   |
| Sabine Leutheusser-Schnarrenberger | FDP                   | 14,6             | 19,1              | 13,4                                  |
| -                                  | REP                   | -                | 0,4               | 0,5                                   |
| Sieglinde Knöchner                 | Die Linke             | 3,8              | 4,1               | 2,3                                   |
| Ron Appelt                         | NPD                   | 1,2              | 0,8               | 0,7                                   |
| -                                  | PBC                   | -                | 0,1               | 0,1                                   |
| -                                  | BP                    | -                | 1,1               | 0,7                                   |
| -                                  | PIRATEN               | -                | 1,4               | -                                     |
| -                                  | RRP                   | -                | 1,1               | -                                     |
| -                                  | BüSo                  | -                | 0,0               | 0,1                                   |
| -                                  | FAMILIE               | -                | 0,5               | 0,5                                   |
| -                                  | MLPD                  | -                | 0,0               | 0,0                                   |
| -                                  | Die Tierschutzpartei  | -                | 0,6               | -                                     |
| -                                  | ödp                   | -                | 0,9               | -                                     |
| -                                  | CM                    | -                | 0,1               | 0,0                                   |
| -                                  | DIE VIOLETTEN         | -                | 0,3               | -                                     |

## Frühere Wahlkreissieger
| Wahl | Name                                      | Partei |
| ---- | ----------------------------------------- | ------ |
| 1980 | Franz Ludwig Schenk Graf von Stauffenberg | CSU    |
| 1983 | Franz Ludwig Schenk Graf von Stauffenberg | CSU    |
| 1987 | Wolfgang Gröbl                            | CSU    |
| 1990 | Wolfgang Gröbl                            | CSU    |
| 1994 | Wolfgang Gröbl                            | CSU    |
| 1998 | Ilse Aigner                               | CSU    |
| 2002 | Ilse Aigner                               | CSU    |
| 2005 | Ilse Aigner                               | CSU    |
| 2009 | Ilse Aigner                               | CSU    |
| 2013 | Alexander Radwan                          | CSU    |

## Wahlkreisgeschichte
| Wahl      | Wahlkreisname | Gebiet                                                                                    |
| --------- | ------------- | ----------------------------------------------------------------------------------------- |
| 1980–1998 | 210 Starnberg | Landkreis Bad Tölz-Wolfratshausen, Landkreis Miesbach, Landkreis Starnberg                |
| 2002      | 225 Starnberg | Landkreis Bad Tölz-Wolfratshausen, Landkreis Miesbach, Landkreis Starnberg                |
| 2005      | 225 Starnberg | Landkreis Bad Tölz-Wolfratshausen, Landkreis Miesbach, Landkreis Starnberg ohne Krailling |
| 2009      | 224 Starnberg | Landkreis Bad Tölz-Wolfratshausen, Landkreis Miesbach, Landkreis Starnberg ohne Krailling |
| 2013      | 224 Starnberg | Landkreis Bad Tölz-Wolfratshausen, Landkreis Miesbach, Landkreis Starnberg ohne Gauting   |